# Stéphane Bonnefoi
Pour les articles homonymes, voir Bonnefoi.
Stéphane Bonnefoi est un écrivain et auteur de documentaires radiophoniques français, né le 15 décembre 1971 à Laudun-l'Ardoise. Il est producteur à France Culture depuis le début des années 2000.

## Biographie
Né le 15 décembre 1971 à Bagnols-sur-Cèze, où ses grand-père et père étaient ouvriers sidérurgistes, Stéphane Bonnefoi devient journaliste, puis producteur à France Culture, chaîne avec laquelle il collabore depuis le début des années 2000. Il est l'auteur de nombreux documentaires sur des écrivains du XXe siècle : Jean Carrière, Georges-Emmanuel Clancier, Franz Bartelt, José Saramago, André Dhôtel, Jacques Rigaut, Jacques Vaché, Tristan Tzara, Arthur Cravan, etc.
Spécialiste de l'écrivain prolétarien Marc Bernard, ami de Jean Paulhan et de Henri Calet, il a édité plusieurs recueils de ses inédits, notamment À l'attaque ! (2004), À hauteur d'homme (2007), Sarcellopolis (2010) ou Vacances-Surprises (2016), ainsi qu'une biographie du prix Goncourt 1942 : Marc Bernard, la volupté de l'effacement (2016).
Auteur d'une œuvre personnelle, il a notamment publié Animaleries (L'Escampette, 2013) ou Le dernier des communistes (Finitude, 2024). Il a collaboré à la revue Brèves et Théodore Balmoral.
Il a réalisé plusieurs films documentaires : L'ardoise (2011, 50'), évocation de son enfance dans le village ouvrier où il grandit, Arthur Cravan corps fantôme (2014, 5') et Le bien-aimé (2016, 50'). Ses films ont été sélectionnés dans plusieurs festivals (Cinemed, Les Écrans documentaires, Le Printemps des poètes). Il a programmé la sélection "Expériences du regard" des Etats généraux du film documentaire de Lussas de 2019 à 2022.

## Œuvres

### Publications
- Édition de Marc Bernard, À l'attaque !, Paris, Le Dilettante, 2004  (ISBN 2-84263-094-7).
- Édition de Marc Bernard, À hauteur d'homme : portraits, Bordeaux, Finitude, 2007  (ISBN 978-2-912667-41-0).
- Édition de Marc Bernard, Sarcellopolis, Bordeaux, Finitude, 2010  (ISBN 978-2-912667-72-4).
- Animaleries, Chauvigny, L'Escampette, 2013  (ISBN 978-2-35608-058-5).
- Édition de Marc Bernard, Vacances-surprises, Bordeaux, Finitude, 2016  (ISBN 978-2-36339-064-6).
- Marc Bernard : la volupté de l'effacement, Neuilly-lès-Dijon, Le Murmure, 2016  (ISBN 978-2-37306-010-2).
- Le dernier des communistes, Bordeaux, Finitude, 2024  (ISBN 978-2-36339-208-4).

### Films
- L'Ardoise, Paris, Zeugma Films (DVD), 2011 (BNF 43846893).
- Arthur Cravan corps fantôme, Paris, Radio France/ Candela, 2014 (DVD in Ciné-Poème, Canopé éditions)  (ISBN 978-2-240-03908-8)
- Le bien-aimé, Paris, Zeugma Films/ Gallimard (DVD), 2016  (ISBN 978-2-07-017825-4).